# 折
折，中國戲曲雜劇的段落，相當於明清傳奇的一「出」或「齣」，或現代戲劇的一幕。
元代雜劇以同一宮調寫曲，一套曲子由頭至尾唱完，叫做一折；每折限用同一宮調的曲牌。結構上，雜劇慣例一本4折演完一完整故事，偶有一本5或6折，王實甫《西廂記》最為獨特，全劇共有5本21折。演出時，一折中的整套曲子，都由正末或正旦一人獨唱，其他角色只有對白，不能唱曲。